# Peter en zijn Rockets
Peter en zijn Rockets was  een Nederlandstalige rock-'n-roll-band uit Eindhoven en omgeving die in de loop der jaren in verschillende samenstelling heeft bestaan.

## Geschiedenis
De band werd begin jaren 60 vooral bekend van de "klassieke" hit Kom van dat dak af.
De naam The Rockets werd bedacht door Charles Jansen. De band bestond naast zanger en liedjesschrijver Peter Koelewijn in de loop der jaren uit de volgende leden:

### 1959-1967

#### Bezetting
- Claus Buchholz - saxofoon
- Peter van der Voort - drums
- Harry van Hoof - piano
- Charles Jansen - basgitaar
- Peter Koelewijn - gitaar en zang

Vanaf 1962:
- Arnold Bagen - tweede saxofonist (vanaf 1962)
- Jeroen Ophoff - drums
- Hans Sanders - gitaar en keyboards

Claus Buchholz is de eerste die de Rockets verlaat, later volgen Harry van Hoof en Peter van der Voort. Ze worden vervangen door Jeroen Ophoff en Hans Sanders.
Enkele leden van de band richtten in de jaren 70 de eveneens Nederlandstalige politieke band Bots op, die in de tekst van hun nummer Popmuzikant naar die achtergrond verwijst.

#### Nummers
- "Janus"
- "Marijke"
- "Laat me los",
- "Speel die dans"
- "24.000 kussen"
- "Ma, hij wil zo graag een zoen" (samen met Anneke Grönloh)

### 1970-1974

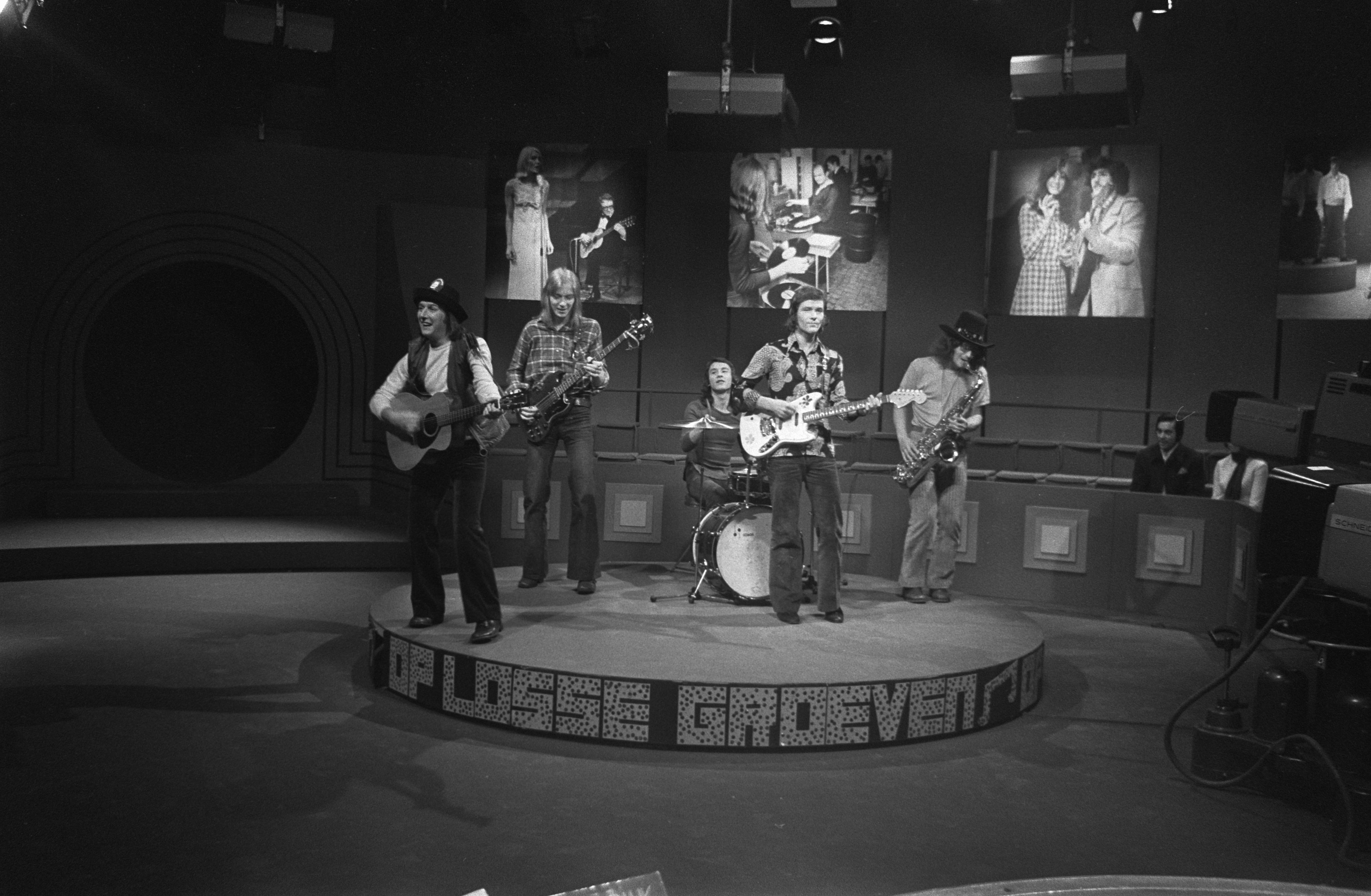
Peter en zijn tweede Rockets in Op losse groeven (1971)

#### Bezetting
- Janus Toethuis  - gitaar
- Frans Meijer     - drums
- Ad Damen        - sologitaar
- Nol Passon       - basgitaar

#### Nummers
- "Kom van dat dak af" (opnieuw uitgebracht)
- "Mij oh mij"
- "Robbie"
- "Veronica sorry"
- "Angeline (m'n blonde sexmachine)"

### 1981-1983

#### Bezetting
onder andere:
- Wim Donkers     - gitaar
- Sjaak v.d.Bulk    - keyboards

#### Nummers
- "Klap maar in je handen" (liveversie)
- "Kom van dat dak af"! (derde uitgave, liveversie)
- "De tijger is los"
- "Ik ben geen Jo-Jo"
- "Zo lang de motor loopt"
- "Een hete zomer".
- "Parlez-vous-francais"

## NPO Radio 2 Top 2000
| Nummer met noteringen in de NPO Radio 2 Top 2000 | '99 | '00  | '01  | '02  | '03 | '04  | '05  | '06  | '07  | '08  | '09  | '10  | '11  |
| ------------------------------------------------ | --- | ---- | ---- | ---- | --- | ---- | ---- | ---- | ---- | ---- | ---- | ---- | ---- |
| Kom van dat dak af                               | 916 | 1178 | 1200 | 1400 | 819 | 1422 | 1144 | 1037 | 1169 | 1110 | 1495 | 1589 | 1709 |

1. ↑  Een vetgedrukt getal geeft de hoogste notering aan.
2. ↑  Deze tabel is bijgewerkt tot en met de laatste editie (2024).